# Polyommatus kamtshadalis
Polyommatus kamtshadalis är en fjärilsart som beskrevs av Leo Andrejewitsch Sheljuzhko 1933. Polyommatus kamtshadalis ingår i släktet Polyommatus och familjen juvelvingar. Inga underarter finns listade i Catalogue of Life.